# Alsättersjön
Alsättersjön är en sjö i Norrköpings kommun i Östergötland och ingår i Motala ströms huvudavrinningsområde. Sjön har en area på 0,192 kvadratkilometer och ligger 35,2 meter över havet. Sjön avvattnas av vattendraget Ålbäcken.

## Delavrinningsområde
Alsättersjön ingår i det delavrinningsområde (649399-151255) som SMHI kallar för Mynnar i Glan. Medelhöjden är 45 meter över havet och ytan är 40,28 kvadratkilometer. Det finns inga avrinningsområden uppströms utan avrinningsområdet är högsta punkten. Ålbäcken som avvattnar avrinningsområdet har biflödesordning 2, vilket innebär att vattnet flödar genom totalt 2 vattendrag innan det når havet efter 26 kilometer. Avrinningsområdet består mestadels av skog (52 procent), öppen mark (12 procent) och jordbruk (30 procent). Avrinningsområdet har 1,1 kvadratkilometer vattenytor vilket ger det en sjöprocent på 2,7 procent.